# Cucina giapponese
La cucina giapponese è l'espressione dell'arte culinaria sviluppata in Giappone. La cucina tradizionale viene chiamata in lingua giapponese nihon-ryōri (日本料理?) o washoku (和食?) per identificare la cucina precedente al periodo Meiji, in contrapposizione alla cucina yōshoku (洋食? “cucina occidentale”) diffusasi nel Paese nipponico in seguito all'abolizione del periodo di sakoku (Paese chiuso) conseguente alla Restaurazione Meiji. Durante quest'ultimo periodo, numerose pietanze di origine occidentale furono importate e adattate ai gusti locali.
Uno degli ingredienti principali è il riso, ma sono diffusi anche pasta, pesce, verdure e legumi, conditi solitamente con le varie spezie locali. La carne è generalmente assente dalla cucina tradizionale, ma presente in alcuni piatti di origine straniera come ad esempio il tonkatsu o il torikatsu. I piatti più conosciuti sono il sushi, il sashimi, ma anche ramen, udon e soba, oltre a piatti a base di tofu e nattō. Tra le bevande sono diffuse il sakè e il tè verde ed esiste una buona varietà di dolci (wagashi).
Non esiste il concetto di primo piatto, secondo, contorno, frutta e di solito in tavola vengono portati contemporaneamente tutti i cibi, che vengono consumati senza ordine prestabilito. Molti piatti sono conviviali, nelle abitazioni vengono cotti con un fornello portatile direttamente in tavola e i commensali si servono dalla pentola. Si fa un largo uso di pietanze fritte in diversi modi, la cui pesantezza viene bilanciata da una grande quantità di verdure.
È nota per essere una delle cucine più bilanciate e salutari del mondo, parte importante della caratteristica longevità dei giapponesi. Dal dicembre 2013 la washoku è inserita fra i patrimoni orali e immateriali dell'umanità dell'UNESCO.

## Storia

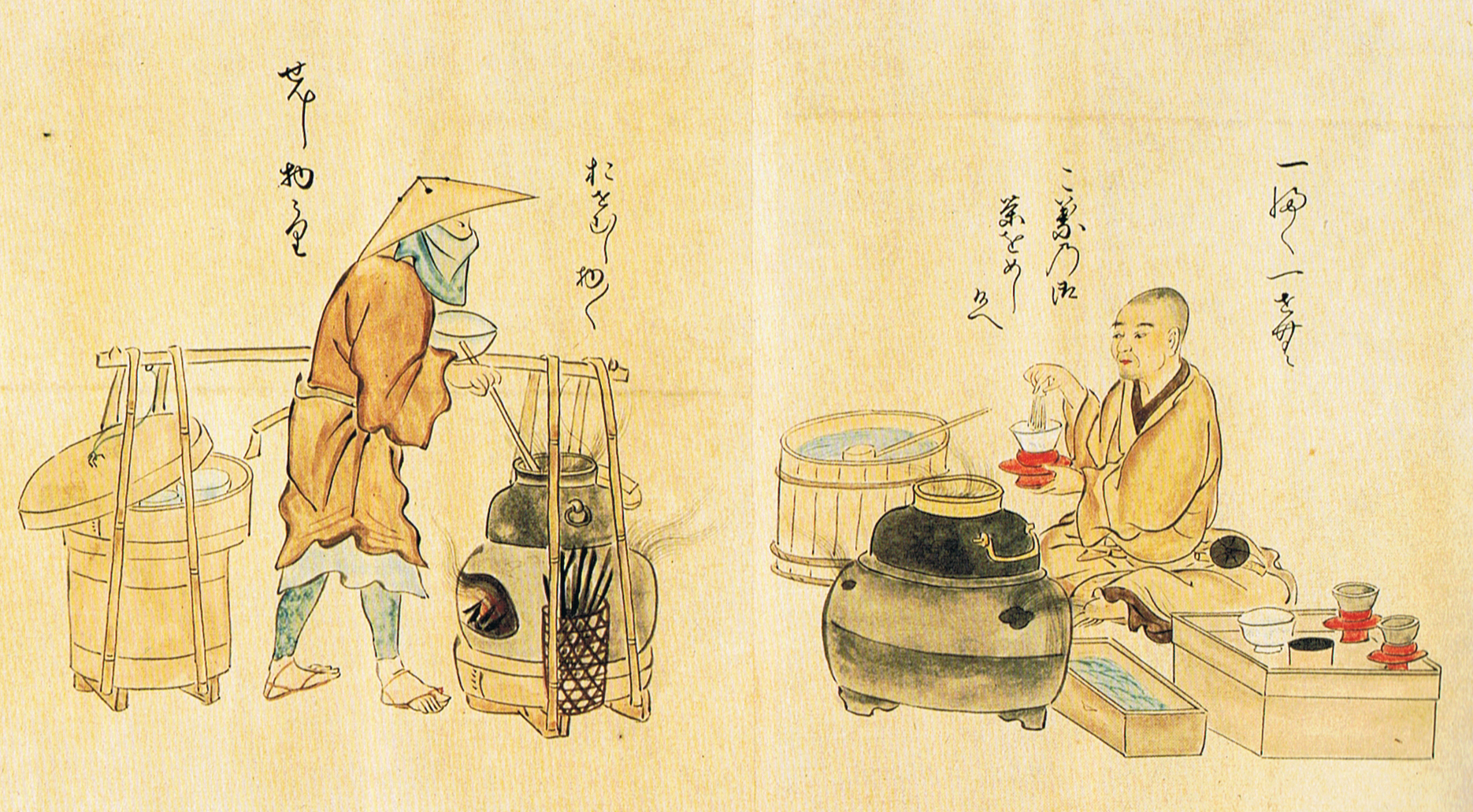
Due artigiani del periodo Edo preparano un tè

A causa della natura dell'arcipelago giapponese, composto da molte isole le quali si estendono per oltre 3.500 chilometri, la cucina giapponese differisce sensibilmente da nord a sud, dando origine a numerose varietà e stili di cucina, ciascuno tipico della propria zona di appartenenza. Tuttavia queste cucine sono state gradualmente segnate da cambiamenti comuni nei metodi di consumo nel Paese e dalle innovazioni straniere (nuovi ingredienti, nuove tecniche di cottura), i quali sono stati rapidamente accettati, diffusi e assimilati dalla cucina giapponese.
Nel periodo preistorico (periodo Jōmon), i primi insediamenti neolitici giapponesi basavano la loro alimentazione sul riso e sui frutti di mare, fin dai primi tempi. Sul periodo Kofun (III-VII secolo) regna l'incertezza; alcune fonti suggeriscono un quadro di abitudini alimentari ben definito solo a partire dal momento della formazione della dinastia Yamato, mentre con la diffusione del buddismo, venne introdotto il divieto di consumo della carne, che resterà in vigore fino alla Restaurazione Meiji. Durante il periodo Heian (794-1182), i documenti sull'alimentazione dei giapponesi divennero più numerosi, permettendo di fare un elenco degli ingredienti utilizzati e dei metodi di preparazione. Una volta che il Giappone entrò nel periodo Edo (1603-1868), vennero introdotte una ricca varietà di cibi e specialità culinarie, che andranno a comporre la cucina tradizionale giapponese. Nel periodo Meiji (1868-1912), con la riapertura del Paese, diverse specialità straniere andranno a complementare la già ricca lista di piatti giapponesi.
Dopo la seconda guerra mondiale e l'occupazione alleata il paese è diventato sede di una vasta diffusione della cultura del fast food. Nel corso degli anni '50, il ristorante di Tokyo Yoshinoya si è diffuso su scala nazionale in una catena di tipo franchise, di derivazione americana, ma continuando a servire pietanze tradizionali giapponesi. Sono quindi apparse le grandi catene americane della ristorazione rapida come McDonald's e Burger King, su imitazione delle quali sono nate in seguito catene giapponesi come MOS Burger e Freshness Burger, che offrono ai clienti varie combinazioni di prodotti tipici e cibo americano.

## Pasti principali

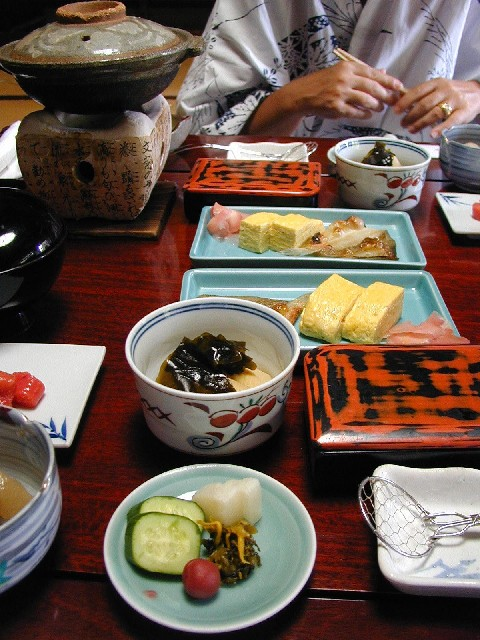
Asa gohan, la colazione tradizionale giapponese

In Giappone, il consumo di cibo è organizzato intorno a tre pasti principali:
- la colazione, la quale può essere tradizionale od occidentale
- il pranzo, il quale viene spesso consumato rapidamente al lavoro o a scuola, ed è solitamente composto da pasti preconfezionati o preparati precedentemente in casa in scatole apposite per il cibo (bentō)
- la cena, più rispettosa della tradizione. È consuetudine consumarla in piccoli ristoranti o bar quali izakaya o nelle bancarelle in strada (yatai)

Il tradizionale spuntino pomeridiano è chiamato oyatsu ed è composto da una bevanda e da stuzzichini detti o-kashi (お菓子?). Tale usanza risale almeno al periodo Edo; la bevanda può essere calda o fredda (ma non alcolica) mentre l'o-kashi può essere dolce o salato, industriale o artigianale, come ad esempio i cioccolatini.

### Colazione
La colazione giapponese è generalmente di due tipi: tradizionale e occidentale. La colazione tradizionale giapponese (朝ご飯?, asa gohan) può essere paragonata, per via del suo valore nutritivo, a un pranzo. Oltre al riso può comprendere zuppa di miso, tofu, sottaceti quali ravanelli (takuan) o prugne (umeboshi) e pesce, sia crudo che affumicato. Spesso viene sbattuto un uovo sopra il riso con l'aggiunta di salsa di soia per dargli un caratteristico colore oro (tamago kake gohan), mentre l'alga nori è utilizzata per avvolgere il riso e mangiarlo.
La colazione occidentale consiste nel mangiare fiocchi di mais e bere latte, cioccolata calda o succo di frutta. Gli adulti (soprattutto quelli più giovani) mangiano solitamente delle fette di pane tostato con burro e marmellata, uova o verdure tritate, accompagnate da caffè e succo d'arancia. Nelle famiglie composte da giovani coppie, la colazione occidentale è preferita a quella tradizionale in quanto necessita di meno tempo per essere preparata.
Gli alberghi tradizionali giapponesi (i ryokan per esempio) servono esclusivamente la colazione tradizionale; gli hotel in stile occidentale e i ristoranti offrono invece ai clienti la scelta tra i due tipi di colazioni.

### Pranzo

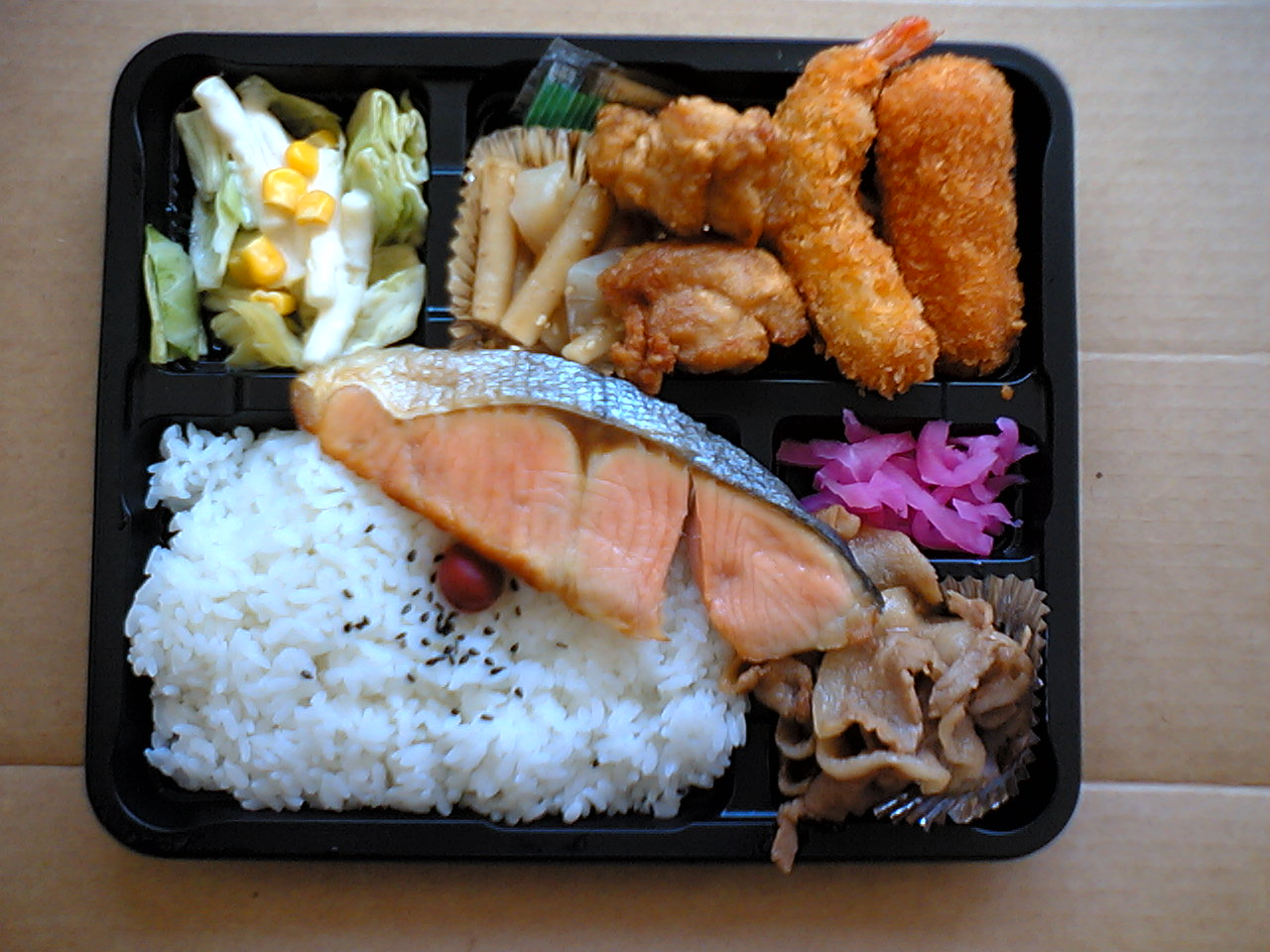
Bento

Il pranzo in Giappone è più leggero rispetto alla cena e cambia radicalmente da persona a persona a seconda degli impegni (come il lavoro o la scuola). Per chi resta a casa, è generalmente composto da un piatto di pasta, mentre chi lavora di solito ricorre a piatti preconfezionati (come ad esempio bento o onigiri) oppure si reca in ristoranti presso il luogo di lavoro. Un ristorante giapponese a mezzogiorno offre di solito alcuni menù a prezzo fisso chiamati ranchi-setto (ランチセット?), dall'inglese lunch-set.
Il bento (弁当?, bentō) è un pasto da asporto diffuso specialmente tra gli adolescenti, composto da riso bianco, pesce o carne e verdure in salamoia o cotte. Viene preparato in casa o si acquista nelle bancarelle in strada, nei ristoranti, nei supermercati o nei convenience store. Quello comprato nelle stazioni ferroviarie prende il nome di ekiben. Come da tradizione giapponese, i cibi che compongono il bento vengono disposti in modo da creare un insieme esteticamente gradevole. I giapponesi lo chiamano spesso obento, con l'aggiunta del prefisso onorifico o (お).
Le origini del bento vengono fatte risalire al periodo Heian (794-1182), quando vennero preparati i primi onigiri e l'hoshii, riso cotto ed essiccato per essere consumato in un secondo momento. Tra le varie pietanze che compongono il bento molte sono a base di riso, come il riso Hayashi, il chazuke, il takikomi gohan, il kamameshi, il sekihan, lo zosui e l'omurice. Particolari sono il tamago kake gohan e l'okayu.

### Cena

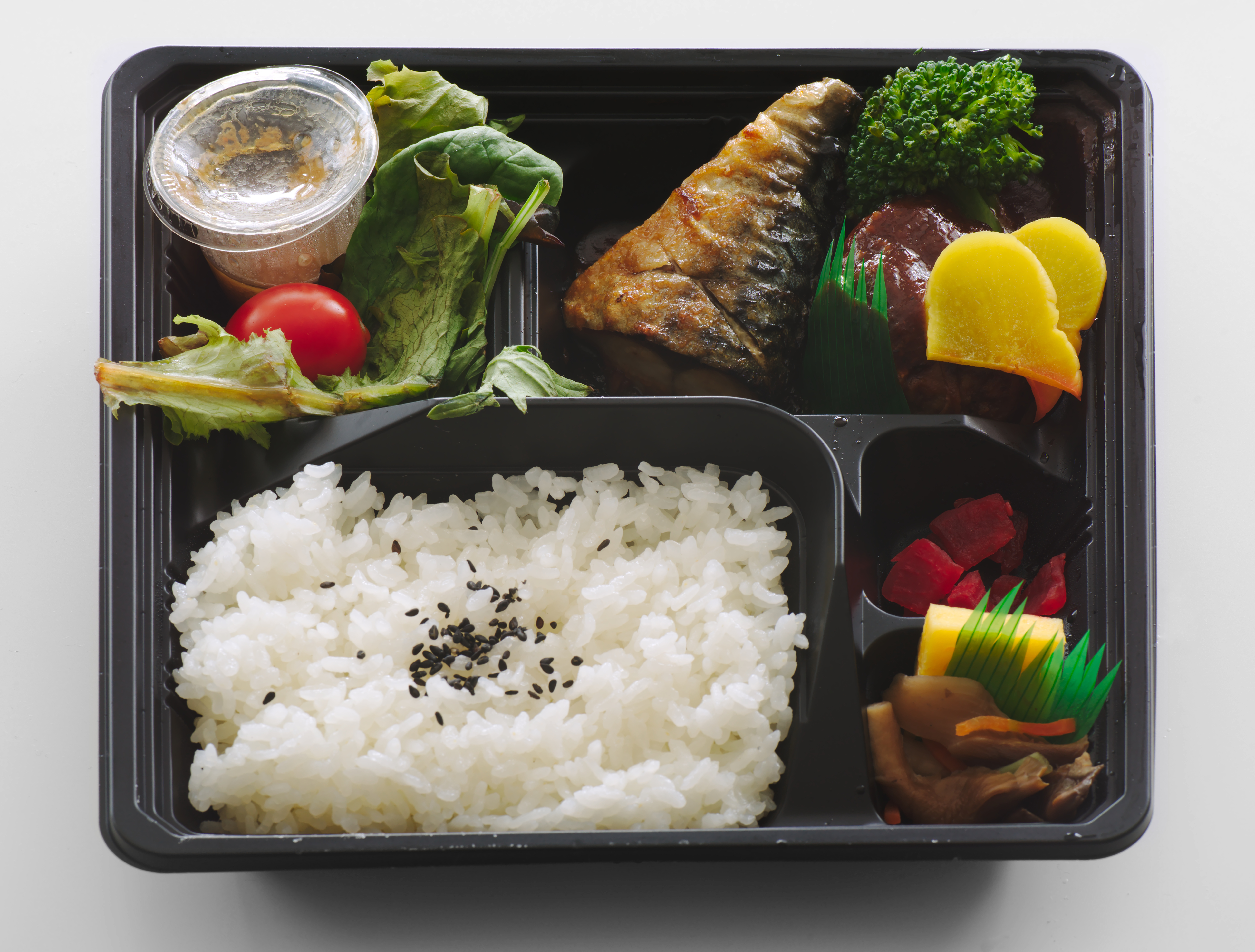
Bentō con okazu

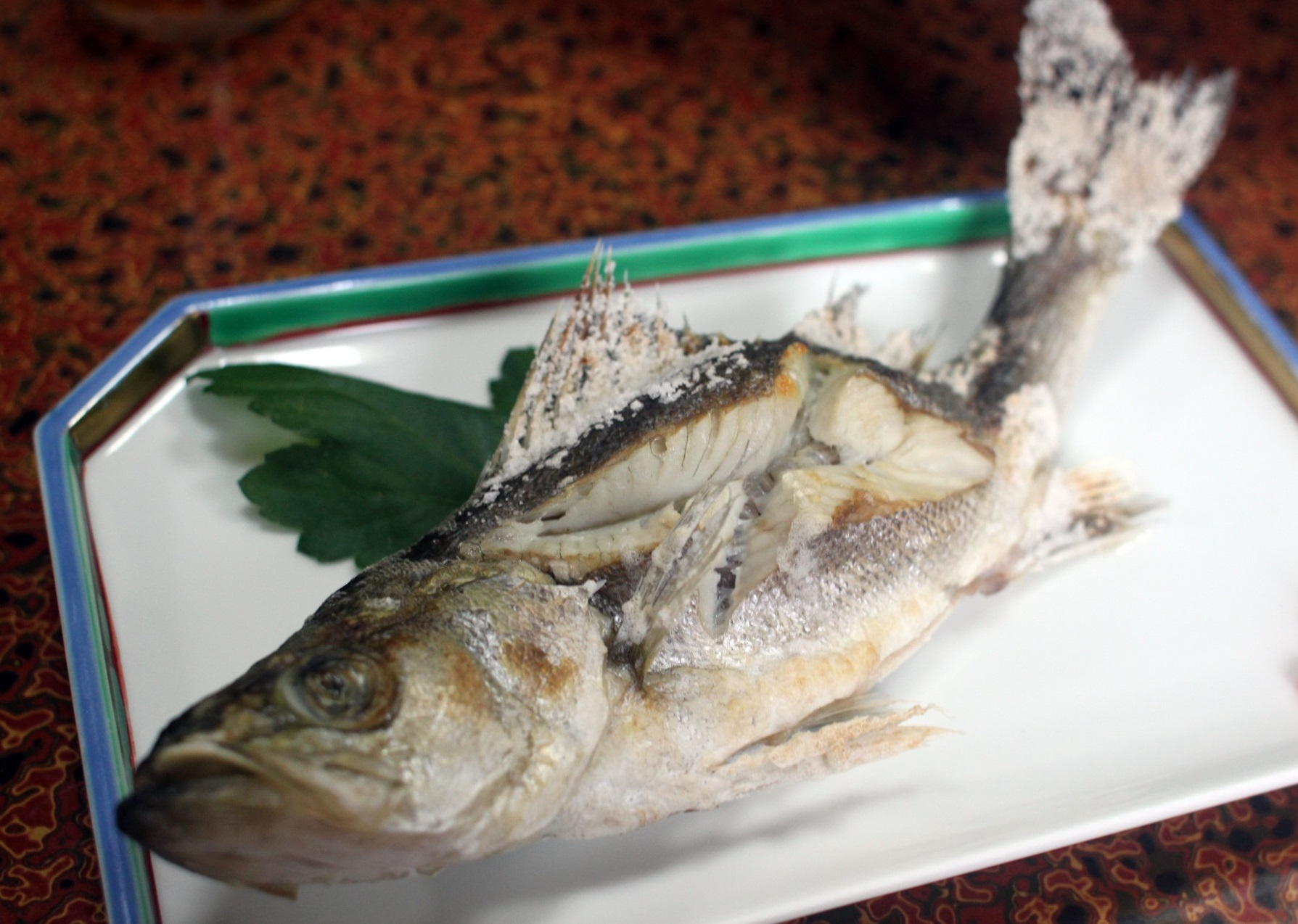
Yakizakana (Shioyaki)

Per i giapponesi il pasto principale è la cena, nonché il più rispettoso della tradizione, durante il quale tutti membri della famiglia mangiano insieme. Il menu tipico segue la filosofia dell'ichijū sansai (一汁三菜? “una zuppa e tre piatti”), in cui la portata principale è composta da riso o da una zuppa, più tre piatti di contorno. Questi ultimi sono chiamati okazu (御数／御菜／惣菜?) e sono generalmente serviti in piccole quantità; la cucina giapponese presta particolare attenzione alla varietà dei gusti, dei colori e delle forme di preparazione, scegliendo i contorni più adatti tra le seguenti categorie:
- nimono, qualcosa di bollito
- sumono (o namasu), qualcosa con aceto
- yakimono, qualcosa alla griglia
- namamono, qualcosa di crudo, solitamente strisce di sashimi o verdura
- mushimono, qualcosa al vapore
- agemono, qualcosa di fritto, di solito il tempura
- tsukemono, qualcosa in salamoia: si tratta di un piatto a base di sottaceti, di solito conditi con verdure e sale

## Cucina tradizionale

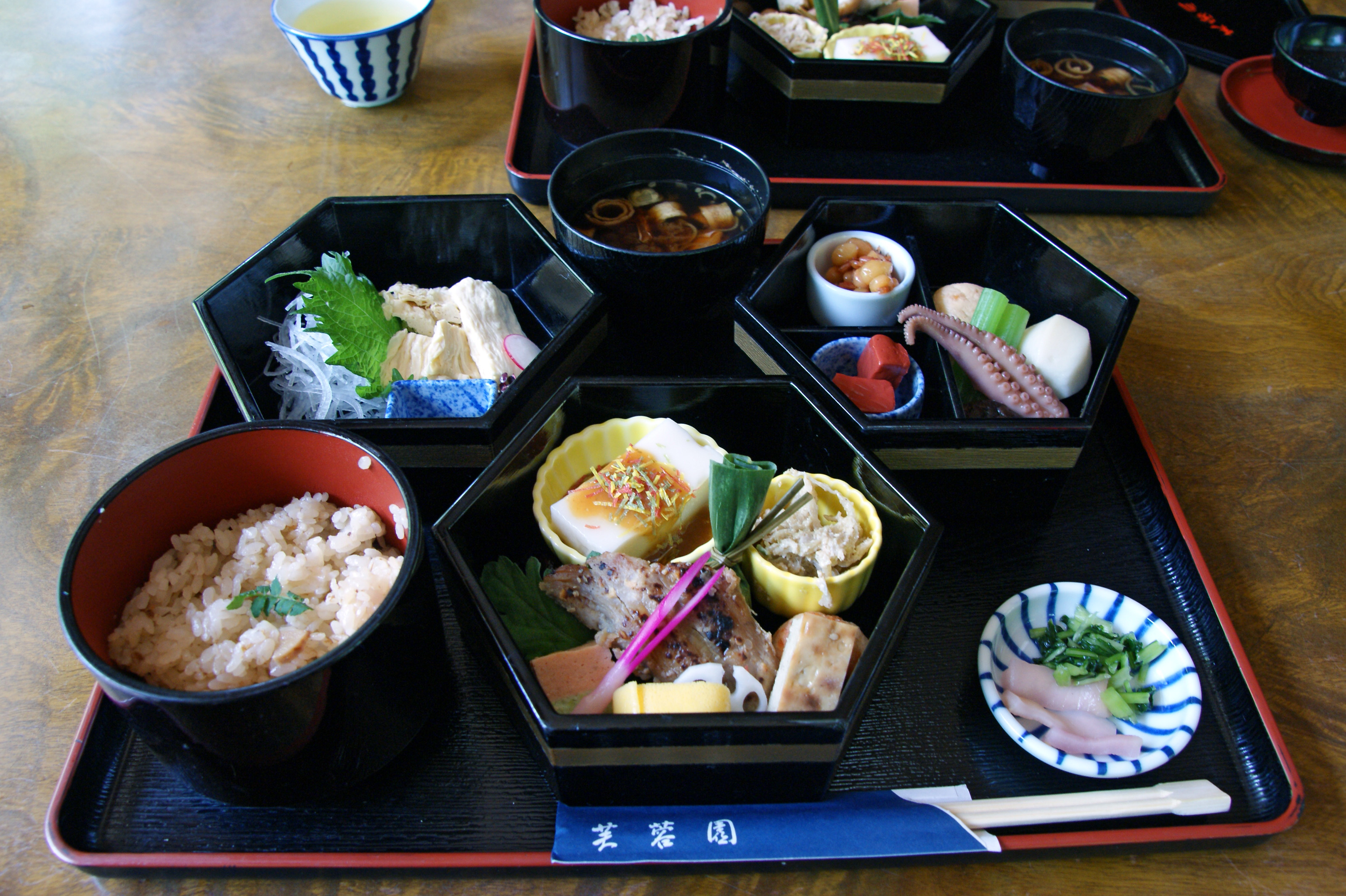
Cucina kaiseki

Oltre ai menu quotidiani utilizzati dalle famiglie giapponesi moderne, vi sono diversi tipi di cucina tradizionale raffinata, ereditati dalle tradizioni culinarie di daimyō e samurai. Queste cucine fanno parte dell'alta cucina giapponese, di seguito elencate in ordine cronologico:
- la cucina yusoku (有職料理?, yūsoku-ryōri) è la cucina celebrativa della nobiltà, diffusa nel periodo Heian,[15] è praticata ancora oggi nella prefettura di Kyoto
- la cucina honzen (本膳料理?, honzen-ryōri), diffusa soprattutto tra i samurai durante il periodo Muromachi (1336-1573),[16] è considerata la cucina formale del periodo Edo, entrata in disuso solamente dal periodo Meiji.[17] Oggi è possibile trovarla nella prefettura di Kōchi, sull'isola di Shikoku, col nome di cucina sawachi (皿鉢料理?, sawachi-ryōri)[18][19]
- la cucina kaiseki (会席料理?, kaiseki-ryōri), diffusa soprattutto tra i mercanti e gli artisti, confonde le sue origini con l'omonima cha-kaiseki (懐石料理?), la cucina utilizzata durante le cerimonie del tè;[20] è il tipo di cucina giapponese tipica più comune oggigiorno[21]

La maggior parte di queste cucine seguivano il principio dell'ichijū sansai (una zuppa e tre altre pietanze) fino al periodo Edo, ma oggigiorno sono composte da più di una dozzina di piatti. Vi è anche una cucina vegetariana buddhista zen originariamente nota come cucina shojin (精進料理?, shojin-ryōri), introdotta dalla Cina nel XIII secolo, in seguito all'imposizione del vegetarianismo buddhista.
È presente anche una moltitudine di cucine locali, delle quali la più famosa è la cucina di Okinawa; inoltre, esistono molte specialità locali: se ne possono trovare vari esempi tra le chinmi, cucine locali dal gusto delicato, che includono tra i propri piatti pietanze a base di pesce e frutti di mare pescati sul posto e preparate secondo le ricette autoctone.
Molti piatti, dolci e bevande sono prettamente legati alle feste giapponesi: lo zōni (お雑煮?), una zuppa di riso con i mochi (impasti di riso glutinoso pestato e acqua) tradizionale del periodo di Capodanno, i piatti della cucina osechi (御節料理?, osechi-ryōri), anch'essi legati alle tradizioni culinarie dei festeggiamenti per l'anno nuovo giapponese, serviti su un particolare contenitore laccato (simile al contenitore per i bento) chiamato jūbako (重箱?), e l'usanza di consumare del pollo durante il periodo di Natale.
Durante la “festa delle sette erbe” (七草の節句?, Nanakusa no sekku) che si svolge nel giorno di jinjitsu (人日? il 7 gennaio), è consuetudine mangiare una zuppa di riso condita alle sette erbe chiamata nanakusa-gayu (七草粥?); durante il Setsubun si mangia l'ehomaki (恵方巻き?), un involtino a base di riso che dev'essere inghiottito in un solo morso, e ancora, durante il Kagami Biraki è usanza consumare il kagami mochi (鏡餅?).
L''amazake (甘酒?) e l''amacha (甘茶?) vengono bevuti rispettivamente durante l'Hinamatsuri e l'Hana matsuri. I dolci kashiwa-mochi (柏 餠?) e chimaki (粽?) sono tipici della “festa dei bambini” (子供の日?, Kodomo no hi), mentre la chitose ame (千歳飴? “caramella dei mille anni”) è un dolce che viene degustato durante Shichi-Go-San.

## Tecniche culinarie tradizionali

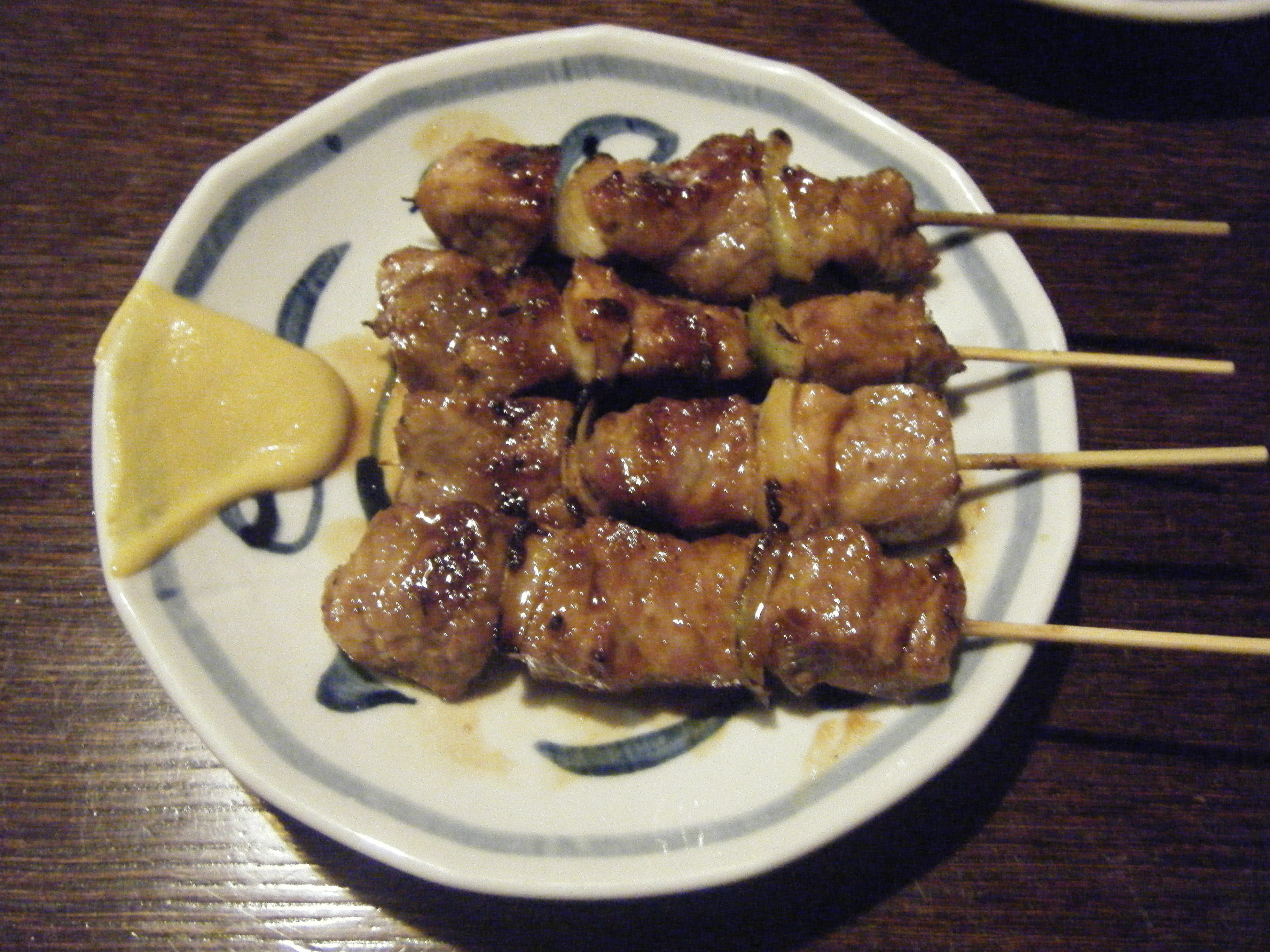
Esempio di yakitori

I piatti della cucina giapponese vengono generalmente classificati in base al modo in cui gli ingredienti sono cucinati. Questa classificazione è importante quando un pasto fa parte di un particolare tipo di cibo (le suddette cucine kaiseki, honzen o shojin per esempio). In questi pasti, ogni piatto possiede una posizione specifica secondo un ordine preimpostato, e questa peculiarità viene rispettata fino a quando i pasti vengono serviti in tavola. La scelta degli ingredienti è spesso a discrezione dello chef (le cui scelte sono prevalentemente dettate dalla stagione), ma il tipo di tecnica di cottura da utilizzare per la preparazione è imposto dal tipo di tradizione che si intende seguire. I nomi dei piatti contengono spesso il nome della tecnica utilizzata (ad esempio yakitori, ove il prefisso yaki indica qualcosa di grigliato); ai piatti di contorno viene invece aggiunto il suffisso mono (come ad esempio yakimono). In altri casi, il suffisso yaki indica la cottura alla piastra.
Il sapore del glutammato detto umami (うまみ? solitamente tradotto come “saporito”), identificato come uno dei cinque gusti fondamentali nel 1908 dal chimico Kikunae Ikeda, è onnipresente nella cucina giapponese. Si trova negli stufati (煮物?, nimono), zuppe e piatti cucinati in pentola (锅物?, nabemono) spesso accompagnati da un brodo su salsa di soia, oltre a essere utilizzato per la cottura di altri piatti principali quali pesce, crostacei, funghi e cavolo cinese.

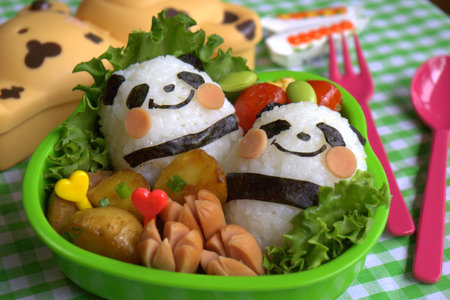
Kyaraben panda

Nella cucina giapponese, il taglio e lo sminuzzamento del cibo riveste un ruolo fondamentale, e va fatto in modo che il boccone sia facilmente afferrabile con le bacchette. Attorno all'“arte del taglio”, vi è una lunga tradizione di coltelleria giapponese. Esistono numerose tecniche di taglio (切る?, kiru), tra cui arare-giri (霰切り? a dadini), hangetsu-giri (半月切り? in mezzelune), sainome-giri (賽の目切り? altro tipo di sminuzzamento a dadi), sasagaki (笹搔き? in trucioli), sen-giri (繊切り/千切り? a strisce), tanzaku-giri (短冊切り? in bastoncini), wa-giri (輪切り? in rondelle) e ancora hyōshigi (拍子木?) quest'ultima riservata ai legumi, a cui viene data una forma rettangolare o squadrata. Vi sono diverse tecniche di decorazioni (飾り切り?, kazari-giri) utilizzate per rendere gli ingredienti simili, per esempio, a dei fiori (花形切り?, hanagata-giri) e vengono adoperate soprattutto dalle madri giapponesi per la decorazione dei bentō dei propri figli, componendo dei personaggi con il cibo, i quali vengono chiamati kyaraben (キャラ弁?) dalle parole character (personaggio) e bento.
Un'altra tradizione correlata è detta mukimono (剥き物?), arte tradizionale giapponese di intaglio della frutta. Consiste nel ricavare da frutta o verdura quale ravanello giapponese, carote e melanzane, figure tradizionali della cultura giapponese quali ventagli o fiori.

## Bevande
Tra le bevande alcoliche tradizionali giapponesi più diffuse vi sono il sakè, lo shōchū, il chuhai e l'umeshu. Particolarmente apprezzata nel Paese è la birra, prodotta in qualità eccellenti; data l'alta tassazione a cui è sottoposta, ha prezzi alti e sono in commercio surrogati più economici come l'hoppy (a basso contenuto alcolico) e l'happoshu (a basso contenuto di malto). I cibi accompagnati con bibite alcoliche prendono il nome di sakana. La bevanda nazionale per eccellenza è il tè, di cui esistono svariati tipi. È tenuta in grande considerazione la tradizionale cerimonia del tè, chiamata Cha no yu.